# Hillsborough County, New Hampshire
Hillsborough County är ett område i delstaten New Hampshire, USA. Hillsborough är ett av tio countyn i staten och ligger i den södra delen av New Hampshire. År 2010 hade Hillsborough County 400 721 invånare. I Hillsborough County ligger städerna Manchester och Nashua.

## Geografi
Enligt United States Census Bureau har Hillsborough County en total area på 2311 km². 2270 km² av den arean är land och 41 km² är vatten.

### Angränsande countyn
- Merrimack County norr
- Rockingham County öst
- Essex County, Massachusetts sydöst
- Middlesex County, Massachusetts syd
- Worcester County, Massachusetts sydväst
- Cheshire County väst
- Sullivan County nordväst